# Gaz Coombes
Gareth Michael «Gaz» Coombes (Oxford, 8 de marzo de 1976) es un músico inglés. Fue el cantante y guitarrista de la banda Supergrass.

## Biografía
Se introdujo en el mundo de la música a la edad de 14 años como cantante de la banda The Jennifers. Estuvieron de gira por el país en ciudades como Mánchester cuando Gaz todavía no tenía ni 15 años. Publicaron un sencillo en 1992 en la discográfica «Nude Records» antes de que se separasen. Su compañero de banda Danny Goffey, sin embargo, hizo un pacto con Gaz por el que continuarían trabajando juntos en el futuro. En menos de un año, junto con su compañero de trabajo Mick Quinn formaron Supergrass, con Gaz como voz principal y guitarra. Cuando Supergrass fue fichado para su primer contrato discográfico, Gaz todavía tenía menos de 16 años, así que necesitó que su madre firmase por él.
Sus largas patillas se han convertido en su sello personal. Gaz actualmente vive en Brighton, Inglaterra con su esposa, Jool y sus dos hijas.
En 2012 lanza un álbum en solitario «Here Come The Bombs».
El segundo disco solista de Coombes, Matador, fue publicado el 26 de enero de 2015. El álbum debutó en el número 18 en las listas británicas.
El 10 de enero de 2018, Coombes anunció que su tercer disco en solitario, World's Strongest Man, sería lanzado en mayo del mismo año. El anuncio fue acompañado del lanzamiento del sencillo «Deep pockets».